# Hans-Joachim Rothe
Hans-Joachim Rothe (* 30. Januar 1923 in Hainichen; † 2007 in Irxleben) war ein deutscher Musikwissenschafter, Genealoge und Hochschullehrer.

## Leben und Werk
Hans-Joachim Rothe studierte nach dem Schulbesuch und promovierte 1957 an der Universität Leipzig zum Dr. phil. Das Thema seiner Dissertation lautete  	Alte deutsche Volkslieder und ihre Bearbeitungen durch Isaac, Senfl und Othmayr.
1962 wurde er mit der Wahrnehmung einer Dozentur am Institut für Musikwissenschaften der Friedrich-Schiller-Universität Jena beauftragt. Gleichzeitig wurde er zunächst kommissarisch Direktor dieses Instituts. Von 1972 bis 1988 war er Leiter der Zentralstelle für Genealogie in der DDR, die sich in Leipzig befand. Sein wissenschaftlicher Nachlass wird im Staatsarchiv Leipzig verwahrt.

## Schriften (Auswahl)
- Alte deutsche Volkslieder und ihre Bearbeitungen durch Isaac, Senfl und Othmayr. Leipzig 1957, (Leipzig, Universität, Dissertation, vom 8. April 1957).
- als Herausgeber: Fünf unveröffentlichte Briefe Max Regers und seine Leipziger Zeit. In: Beiträge zur Musikwissenschaft. Jahrgang 8, Heft 3/4,  1966, S. 289–301, (Separat als: Die Musikstadt Leipzig. Heft 5. Rat der Stadt Leipzig, Leipzig  1966).
- Thomanerchor zu Leipzig, Deutsche Demokratische Republik. Thomanerchor, Leipzig 1968.
- Friedrich Lebrecht Gellert. (1711–1770). Gellert-Museum, Hainichen 1997.